# 경상대학교 축구부
경상대학교 축구부(영어: Gyeongsang University  Football Club)는 대한민국 경상남도 진주시에 위치한 대학교 축구부이다. 경상국립대학교에서 운영했던 축구부로 괴거 김효일 선수와 같은 선수들을 배출했었다.

## 참고 문헌
- “KFA 통합경기정보 시스템”. 대한축구협회.

## 같이 보기
- 경상국립대학교